# آلمان در المپیک تابستانی ۱۹۵۲

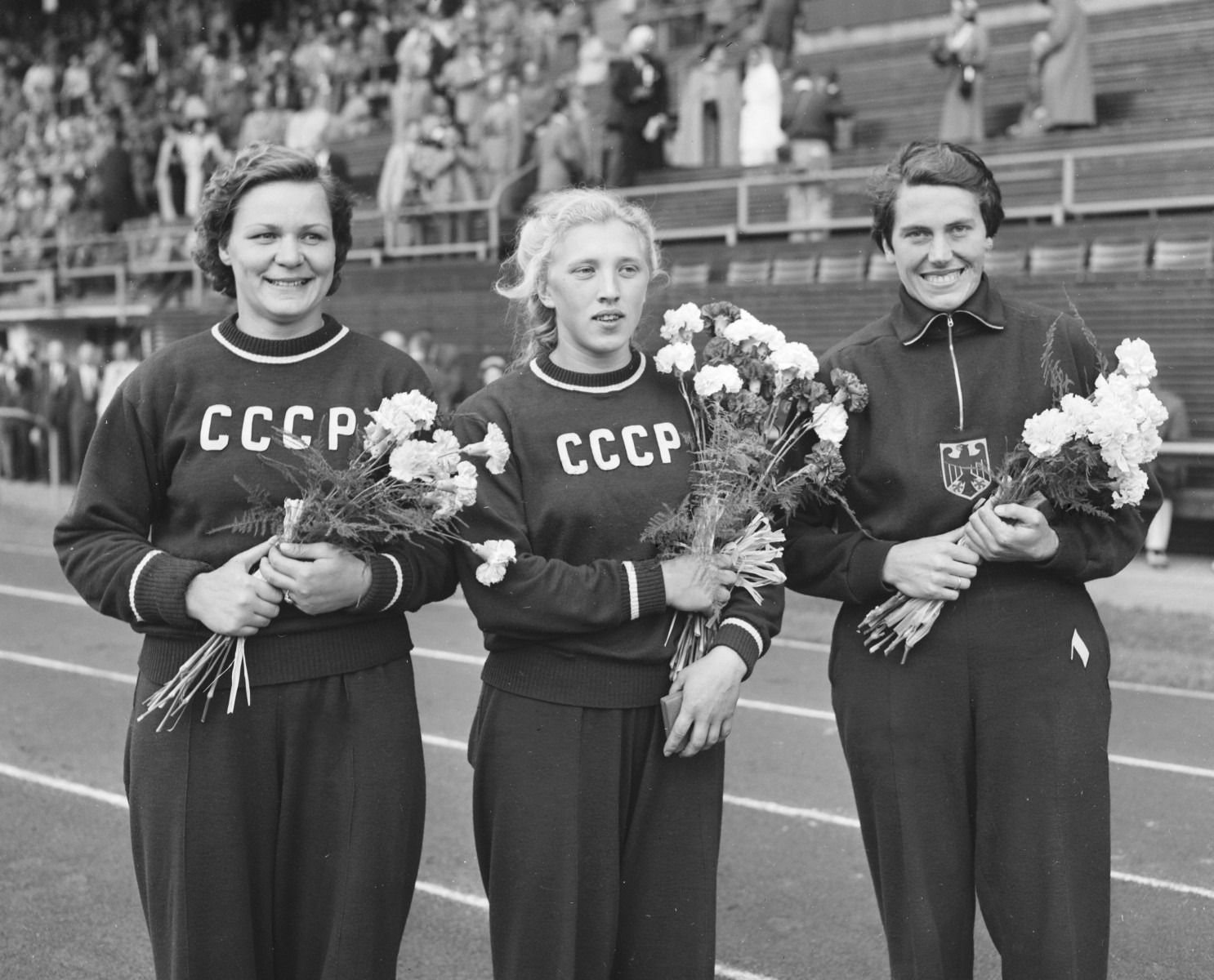
نمایی از مسابقات

آلمان در بازی‌های المپیک تابستانی ۱۹۵۲ که در شهر هلسینکی فنلاند برگزار شد، کاروان آلمان با ۲۰۵ ورزشکار در این رقابت‌ها شرکت کرد و موفق به کسب ۲۴ مدال (۰ طلا، ۷ نقره، ۱۷ برنز) شد. در جدول رتبه‌بندی توزیع مدال‌ها، آلمان در ردهٔ ۲۸ مسابقات قرار گرفت.